# Acrostatheusis ruandana
Acrostatheusis ruandana là một loài bướm đêm trong họ Geometridae.